# Kirehe
Kirehe è un settore (imirenge) del Ruanda, parte della Provincia Orientale e capoluogo del distretto omonimo.